# Leone Strozzi

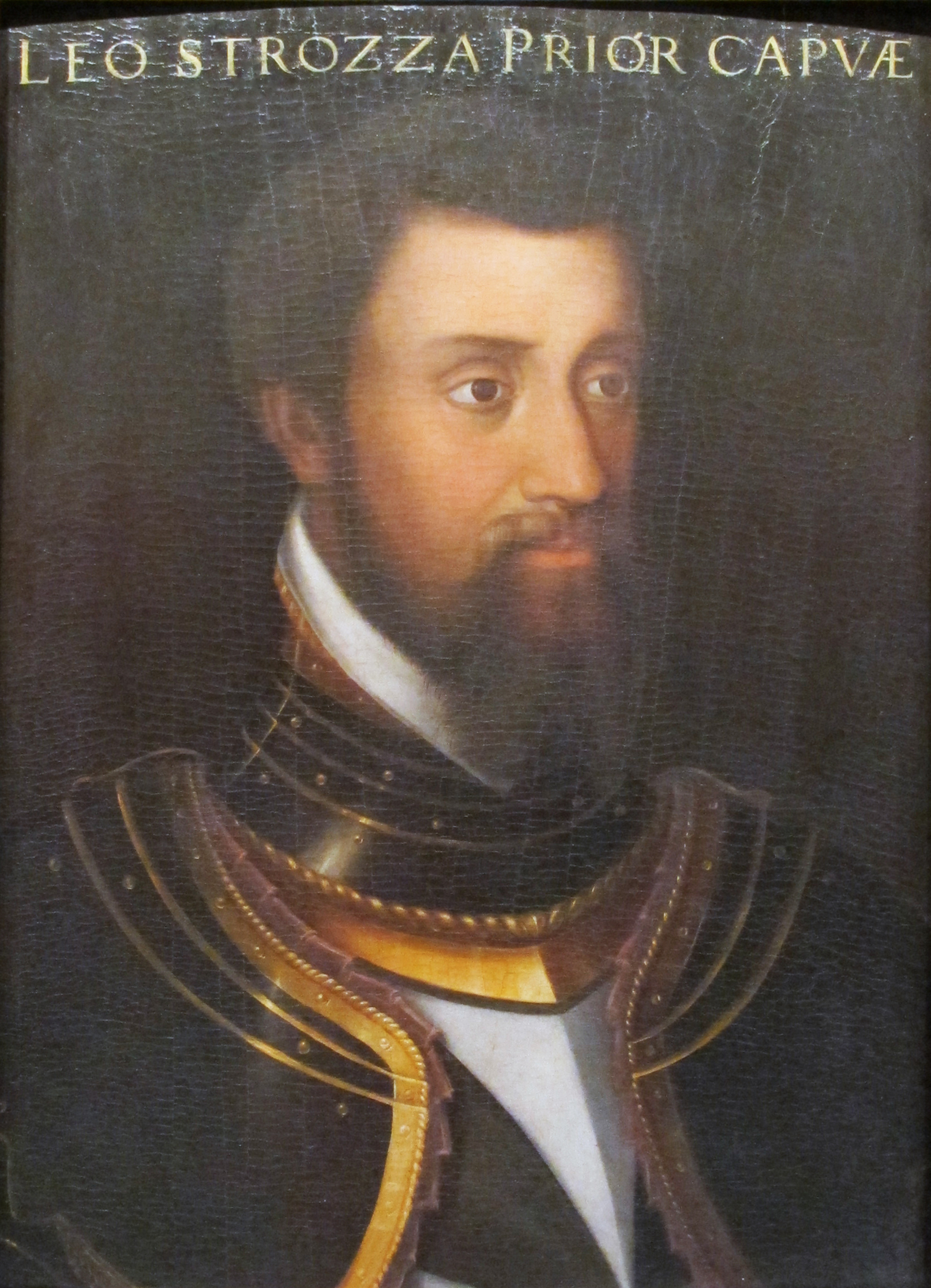
Leone Strozzi

Leone Strozzi (15 de octubre de 1515 – 28 de junio de 1554) fue un condotiero y caballero de Malta florentino.

## Biografía
Perteneciente a la famosa familia Strozzi de Florencia, era hijo de Filippo Strozzi el Joven y de Clarice de Médici, así como hermano menor de Piero Strozzi. Tras la derrota de su padre a manos de Cosme I de Médici en Montemurlo, Piero y Leone huyeron a Francia, donde entraron al servicio de la reina Catalina de Médici, pariente del anterior. Poco después encabezó un intento de vencer a Cosme en Siena, pero fue derrotado de nuevo.
En 1530, Strozzi se convirtió en caballero de la Orden de San Juan de Jerusalén, siendo nombrado prior de Capua. Tres años después se le hizo capitán de las galeras de la orden, puesto que mantuvo hasta 1552. Participó del lado de Andrea Doria ante los turcos y franceses en la batalla de Paxos, aunque también del lado opuesto en la guerra italiana de 1542-1546, donde trató una vez más de derrocar a Cosme antes de ser vencido por el principal militar florentino, Chiappino Vitelli. También estuvo del lado francés en el Rough Wooing de Escocia, en el que utilizó una innovadora forma de colocar cañones en posición con cuerdas para no exponer a sus hombres al fuego enemigo.
Strozzi murió durante la guerra italiana de 1551-1559, cuando un arcabucero lo abatió en el asedio de Scarlino, en la Toscana.